# 卡特琳·加尔索
卡特琳·加尔索（法語：Catherine Garceau，1978年7月1日—），生于魁北克省蒙特利尔，加拿大花样游泳运动员。她曾代表加拿大参加2000年夏季奥林匹克运动会花样游泳比赛，获得团体铜牌。